# Бектон, Уолтер Дорнинг
Уолтер Дорнинг Бектон (Walter Dorning Beckton; 1866  - 17 или 18 марта 1931 г.)  - британский филателист, который подписал «Список выдающихся филателистов» в 1921 году. По профессии он был солиситор и работал в Манчестере в фирме "Хокин, Бектон и Хокин" ("Hockin, Beckton & Hockin").

## Коллекционирование
Бектон начал собирать почтовые марки еще в 1879 году. Греция и Италия были двумя направлениями его коллекционирования, и в области выставочной филателии он получал медали за свои экспонаты почтовых марок Греции, Стрейтс-Сеттлментс, Японии, Британской Вест-Индии и Румынии. Он был награждён медалью Линденберга в 1931 году.

## Организованная филателия
Бектон принадлежал к манчестерской школе филателии, которая занималась научным изучением всех аспектов изготовления почтовых марок, включая бумагу, водяные знаки, печать и зубцовку. Он был президентом Манчестерского филателистического общества в течение тридцати пяти лет. Он вступил в Королевское филателистическое общество Лондона в феврале 1892 года, со временем став президентом этого общества с 1929 года и до самой смерти в 1931 году. Он также был вице-президентом Международного филателистического союза. Он много писал о филателии и постоянно публиковал статьи в  Филателистическом журнале Великобритании (Philatelic Journal of Great Britain) и в других филателистических периодических изданиях.

## Наследие
Смерть Бектона была неожиданной, по сообщениям от «стенокардии», ночью с 17 на 18 марта 1931 года, когда он все ещё был президентом Королевского филателистического общества Лондона. Он не был женат, после него остались сестра и брат. Его коллекция филателистической литературы, насчитывающая более 900 томов, была передана в дар Манчестерской публичной библиотеке в 1934 году, где она до сих пор хранится как "Филателистическая библиотека Бектона". Его коллекция почтовых марок Греции была продана аукционным домом Х. Р. Хармера (H.R. Harmer) на двух аукционах в 1935 и 1936 годах.

## Избранные публикации
- The Stamps of Greece. Plymouth: W. Brendon and Son, 1897. (в соавторстве с G. Duerst)
- Philatelic Nomenclature as Applicable to Lithographed Postage Stamps, 1928. (Paper given at the Philatelic Congress of Great Britain).

Избранные труды и статьи, перепечатанные из "Лондонского филателиста":
- British Honduras: The Local Surcharges of January 1888. Plymouth: Mayflower Press, 1925.
- The Carlist Stamps of Spain & Further note on the reprints. c.1927.
- Italy – The 15 Centesimi of May 1863. 1928.